# Алекс Хигинс
Алекс Хигинс (на английски: Alex 'Hurricane' Higgins) е северноирландски професионален играч на снукър и билярд, роден на 18 март 1949 година в Белфаст, Северна Ирландия.
През 1972 Алекс Хигинс става най-младия световен шампион дотогава, като на финала побеждава Джон Спенсър. През 1982 печели световното първенство, като побеждава Рей Риардън на финала с 18 – 15. Има още 2 загубени финала – през 1976 и 1980, съответно от Риърдън и Клив Торбърн.
Хигинс притежава уникален начин на игра и много голям талант. Според много от специалистите стойката на тялото и движенията му по време на удара са напълно против разбиранията за правилна игра. Той е сред най-нападателните и атрактивни играчи в историята на снукъра. Известен е с това, че умее да реализира удари, които на пръв поглед изглеждат невъзможни. Много често Алекс и Рони О'Съливан са цитирани като едни от най-гениалните играчи в снукъра.
Алекс е сред най-скандалните играчи в историята на снукъра. Известни са проблемите му с алкохола и необуздания му нрав. По време на мачове до него винаги има цигари и чаша, пълна предимно с алкохол. През 1986, след отпадането му в първия кръг на UK Championship, Алекс остава на стола си в залата и продължава да пие водка. След това, на пресконференцията, удря водещия и заявява, че снукърът е най-корумпираният спорт. Последва и изказване, че се отказва от професионалния спорт.
Последните години прави опити да се завърне в снукъра, но без успех. През 2005, 2006 и 2007 г. участва в „Трофей на Северна Ирландия“, но отпада още в първия кръг.
На 24 юли 2010 г., след повече от 20 години битка с рак на гърлото, Алекс напуска този свят.

## Ранкинг турнири
Световен шампион за 1982 г.

## Други турнири
World Championship – 1972 (турнирът не носи точки за ранглистата до 1974 г.)

Canadian Open (1975, 1977) 

Benson & Hedges Masters – 1978, 1981

Irish Masters – 1989 

Coral UK Championship – 1983 (UK Championship не носи точки за ранглистата до 1984 г.) 

World Doubles – 1984 (заедно с Джими Уайт) 

World Cup – 1985, 1986, 1987 с отбора на Ирландия

Irish Professional Championship – 1972, 1978, 1979, 1983, 1989

Mosconi Cup – 1995 Ryder Cup стил 9-а топка, с отбора на САЩ
| Портал | В Портал Снукър можете да намерите още много страници за снукър. |